# آرثر كينغ
آرثر كينغ (23 فبراير 1927 بتورونتو في كندا - 14 ديسمبر 2011) هو ملاكم كندي، صنّف ضمن فئة وزن الخفيف ووزن الريشة ‏ ووزن الويلتر والوزن المتوسط.

## إحصائيات
خاض خلال مسيرته 76 نزالا.

## روابط خارجية
- آرثر كينغ على موقع بوكس ريك (الإنجليزية) (registration required)